# Duinsterretjesschijfje
Het duinsterretjesschijfje (Octospora neerlandica) is een kleine oranje paddenstoel uit de familie Pyronemataceae. Het komt voor in zandduinen aan de kust, op zandgrond, op daken, en groeit vaak direct op de waardplant. Het groeit bij het duinsterretje (Syntrichia ruralis) en infecteert de rhizoïden.

## Kenmerken
Het vormt apothecia (vruchtlichamen) met een diameter van 1 tot 2 mm. Ze zijn schijfvormig en vliezige rand. Het hymenium is bleek- of roze-oranje tot oranje. De buitenkant is bleker van kleur. 
De asci zijn 8-sporig, cilindrisch, buiten iets bleker bleker en meten 200-300 × 13-19 µm. De ascosporen zijn ellipsoïde, geornamenteerd met zeer variabel gevormde, vaak verlengde en gekromde mazen en meten (15-)16-19(-20) × (10-)11-12(-13) µm.

## Verspreiding
Het duinsterretjesschijfje voor op de Canarische Eilanden, in Spanje, in Nederland en in Turkije. Het komt in Nederland uiterst zeldzaam voor.